# Anochetus taiwaniensis
Anochetus taiwaniensis är en myrart som beskrevs av Mamoru Terayama 1989. Anochetus taiwaniensis ingår i släktet Anochetus och familjen myror. Inga underarter finns listade i Catalogue of Life.